# Naomi Alderman
Naomi Alderman (Londra, 1974) è una scrittrice, blogger e autrice di videogiochi britannica.

## Biografia
Nata nel 1974 a Londra, è cresciuta nella comunità degli ebrei ortodossi.
Ha esordito nel 2006 con il romanzo semi-autobiografico Disobbedienza , insignito dell'Orange Prize for New Writers e trasposto in pellicola undici anni dopo.
Nel 2017 ha ricevuto il Baileys Women’s Prize for Fiction per il suo quarto romanzo Ragazze elettriche.
È autrice e sviluppatrice di videogiochi e di app.

## Opere

### Romanzi
- Disobbedienza (Disobedience), Roma, Nottetempo, 2007. ISBN 978-88-7452-119-7.
- Senza toccare il fondo (The Lessons), Roma, Nottetempo, 2011. ISBN 978-88-7452-274-3.
- Il vangelo dei bugiardi (The Liars' Gospel), Roma-Milano, Nottetempo-Feltrinelli, 2014. ISBN 978-88-07-04105-1.
- Ragazze elettriche (The Power), Roma, Nottetempo, 2017. ISBN 978-88-7452-675-8.
- Il futuro (The Future), Milano, Feltrinelli, 2023. ISBN 978-88-0703-572-2.

### Romanzamenti
- (EN)  Doctor Who: Borrowed Time, 2011

### Antologie
- (EN)  AA. VV., Decision: six stories about decision-making, 2005

## Filmografia
- Disobedience, regia di Sebastián Lelio (2017) (soggetto)
- Ragazze elettriche (The Power) – serie TV (2023-in corso) - produttrice esecutiva e sceneggiatrice